# Charinus aguayoi
Espèce
Synonymes
- Charinus victori Armas, 2010

Charinus aguayoi est une espèce d'amblypyges de la famille des Charinidae.

## Distribution
Cette espèce est endémique de Porto Rico.

## Description
La femelle holotype mesure 7 mm.
La carapace des mâles décrits par Miranda, Giupponi, Prendini et Scharff en 2021 mesure de 1,56 à 2,34 mm de long sur de 2,06 à 3,12 mm et celle des femelles de 1,82 à 2,56 mm de long sur de 2,50 à 3,44 mm.

## Systématique et taxinomie
Charinus victori a été placée en synonymie par Armas en 2017.

## Étymologie
Cette espèce est nommée en l'honneur de Carlos Guillermo Aguayo.

## Publication originale
- Moyá-Guzmán, 2009 : « Taxonomía de los guabás (Arachnida: Amblypygi) en Puerto Rico y la descripción de una nueva especie de Charinus Gravely. » Ceiba, vol. 8, no , p. 68-78 (texte intégral).